# كوتليدي لوشانغا
كوتليدي لوشانغا (بالإنجليزية: Conlyde Luchanga)‏ (11 مارس 1997 بزامبيا - ) هو لاعب كرة قدم زامبي في مركز الهجوم. شارك مع منتخب زامبيا لكرة القدم. أما مع النوادي، فقد لعب مع لوساكا ديناموز.

## وصلات خارجية
- كوتليدي لوشانغا على موقع قاعدة بيانات كرة القدم.إي يو (الإنجليزية)
- كوتليدي لوشانغا على موقع ناشيونال فوتبول تيمز (الإنجليزية)
- كوتليدي لوشانغا على موقع Soccerway.com (الإنجليزية)